# كارلو سرياليس
كارلو سرياليس (بالإيطالية: Carlo Crialese)‏ (14 نوفمبر 1992 - ) هو لاعب كرة قدم إيطالي في مركز الدفاع. لعب مع نادي بارما ونادي تشيزينا ونادي كريمونيسي وVigor Lamezia ‏ وإيه جي نوسرينا 1910 ‏ وGaeta Calcio 1931 ‏ ونادي أبريليا راسينغ كلوب ‏.

## روابط خارجية
- كارلو سرياليس على موقع قاعدة بيانات كرة القدم.إي يو (الإنجليزية)
- كارلو سرياليس على موقع Soccerway.com (الإنجليزية)